# Dziunia
Dziunia – polska łódź badawcza.

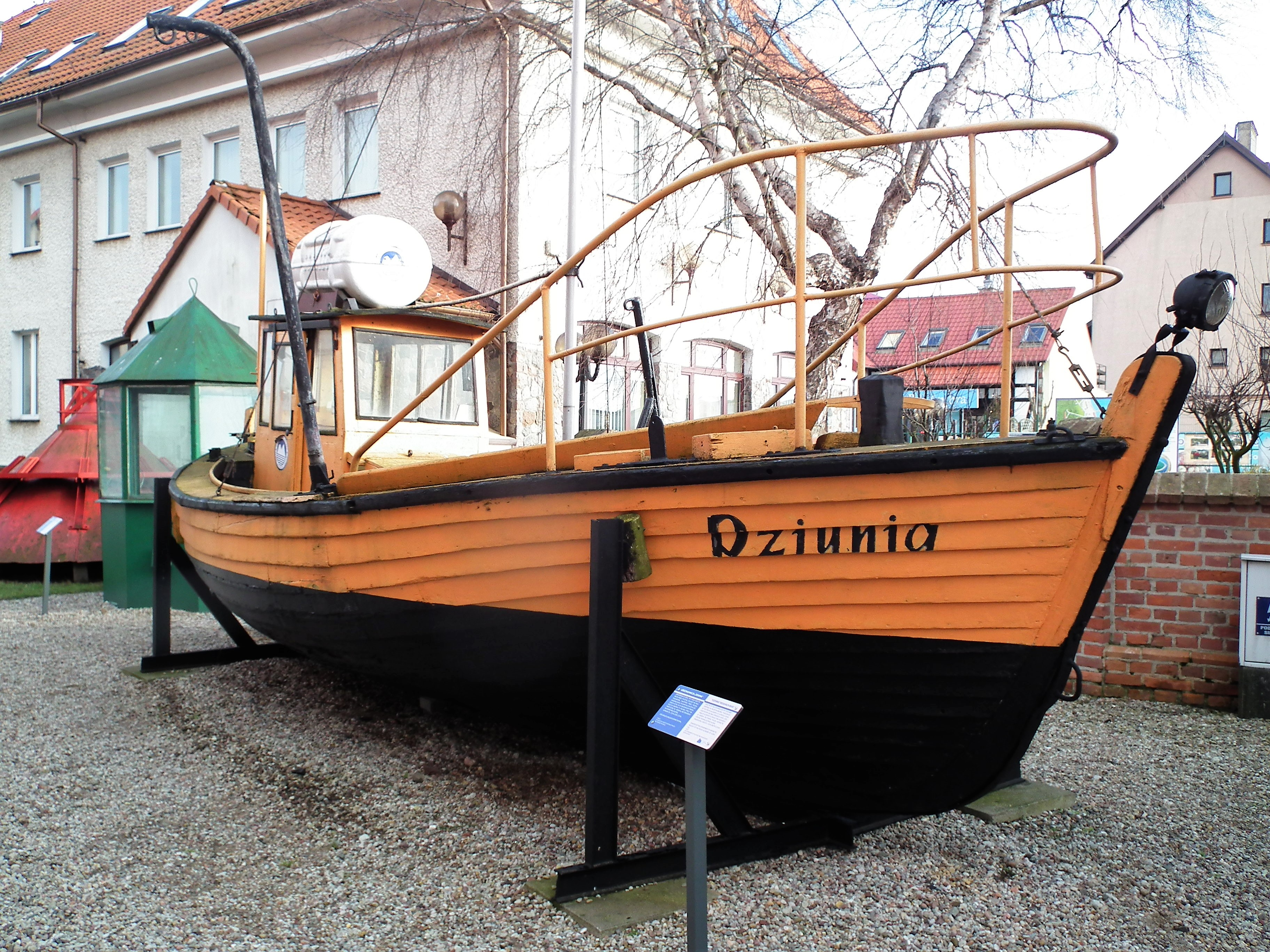
Łódź w Muzeum Rybołówstwa w Helu

Jednostka o długości 7,50 metra i szerokości 2,50 metra została zbudowana w 1977 we Władysławowie (stocznia "Szkuner") jako statek rybacki. Wkrótce odkupiona została przez Polską Akademię Nauk i została zaadaptowana, jako łódź badawcza. Do końca lat 80. XX wieku służyła pracownikom i naukowcom przebywającym i prowadzącym badania na Polskiej Stacji Antarktycznej im. Henryka Arctowskiego na Wyspie Króla Jerzego. Określano ją jako jednostkę o dużej dzielności morskiej, o niezawodnym silniku stacjonarnym. Była wyposażona w windę mechaniczną. Spełniła podstawową rolę w zdobyciu potrzebnych dla naukowców dużych ilości materiałów biologicznych, takich jak np. kryl, ryby, plankton i bentos. Wyposażenie jej zarówno w tratwę pneumatyczną, jak i środki sygnalizacji oraz łączności ze stacja arktyczną, gwarantowały bezpieczeństwo pracy. W rejonie stacji wzniesiono pomost umożliwiający bezpieczne podchodzenie tak "Dziuni", jak i innych jednostek. 
Po zakończeniu służby została przekazana w darze do Muzeum Rybołówstwa w Helu.